# Hawker 400
Hawker 400 — малый двухдвигательный корпоративный самолёт, разработанный Beech Aircraft Company, подразделением Raytheon, сегодня часть Hawker Beechcraft.

## Развитие
Самолёт разрабатывался как Mitsubishi MU-300 Diamond, полностью новый, реактивный самолёт, который должен был быть выше классом производимого Mitsubishi MU-2 и продвигался Mitsubishi Heavy Industries, как топовая модель корпоративного самолёта (с чем связано и его название — «Diamond» («Бриллиант»)). Beechcraft приобрёл права на производство и стал производить эту модель под названием Beechjet 400. Beechjet 400 получил сертификат FAA в мае 1985.
Raytheon/Beechcraft провёл ряд собственных усовершенствований модели, создав 400A в 1990. Усовершенствования 400A включают большую дальность, больший взлётный вес и улучшенный, более дорогой салон. Предлагался также полностью стеклянный пол. Beechcraft также создал версию самолёта для ВВС США известную как T-1A Jayhawk, которая используется для тренировок экипажей больших самолётов (таких, как танкеры и стратегические грузовые самолёты). 180 тренировочных самолётов T-1A было поставлено с 1992 по 1997 год. Другой военный вариант — тренировочный T-400 для ВВС Японии, который по сути является тем же T-1A
В 1993 Raytheon приобрёл всё линейку бизнес-джетов Hawker у British Aerospace. Beechjet 400 был переименован в Hawker 400. В последнюю модель, Hawker 400XP, были внесены усовершенствования аэродинамики, механики и интерьера, заимствованные от Hawker 800XP.

## Потери самолётов
По состоянию на 16 апреля 2021 года было потеряно 14 машин, в катастрофах погибло 9 человек.
| Дата       | Бортовой номер | Место катастрофы                     | Жертвы | Краткое описание                                                                                   |
| ---------- | -------------- | ------------------------------------ | ------ | -------------------------------------------------------------------------------------------------- |
| 27.11.1991 | I-ALSU         | Милан                                | 0/2    | Приземлился в 400 м от ВПП в плохую погоду.                                                        |
| 11.12.1991 | N25BR          | Ром                                  | 9/9    | Столкновение с землей при визуальном полете.                                                       |
| 17.04.1999 | N400VG         | Бекли                                | 0/8    | Командир воздушного судна неверно оценил свою высоту и воздушную скорость, что привело к перебегу. |
| 16.08.2003 | 91-0093        | Билокси                              | 0/2    | Слишком высокая скорость при посадке и мокрая полоса привели к перебегу.                           |
| 06.06.2004 | AP-BEX         | Лахор                                | 0/0    | Самолёт уничтожен в результате обрушения ангара во время шторма.                                   |
| 24.10.2005 | N611PA         | Бока-Ратон                           | 0/0    | Самолёт уничтожен в результате обрушения ангара во время урагана.                                  |
| 21.05.2008 | 93-0633        | Лаббок                               | 0/2    | Жёсткая посадка в сложных метеоусловиях.                                                           |
| 15.07.2008 | PT-WHF         | Сан-Жозе-дус-Кампус                  | 0/2    | Жёсткая посадка из-за ошибок экипажа.                                                              |
| 06.02.2010 | N109CP         | Вашингтонский аэропорт имени Даллеса | 0/0    | Самолёт уничтожен в результате обрушения ангара из-за сильного снегопада.                          |
| 25.10.2011 | HS-TPD         | Бангкок                              | 0/0    | Повреждён во время наводнения.                                                                     |
| 18.06.2012 | N826JH         | ДеКалб                               | 0/4    | Экипаж не снизил скорость до требуемой, в результате чего самолёт вышел за пределы ВПП.            |
| 18.09.2012 | N428JD         | Мейкон                               | 0/3    | Выкатился за пределы ВПП.                                                                          |
| 23.12.2015 | XA-MEX         | Тельюрайд                            | 0/7    | При посадке столкнулся со снегоочистителем.                                                        |
| 11.02.2019 | N750TA         | Ричмонд                              | 0/3    | Самолёт на ВПП столкнулся с посторонним объектом, сломал шасси и сошёл с полосы.                   |

## Лётно-технические характеристики (Hawker 400XP)

### Технические характеристики
- Экипаж: 2 человека
- Пассажировместимость: максимум 9
- Длина: 14,8 м
- Размах крыла: 13,3 м
- Высота: 4,2 м
- Масса пустого: 4786 кг
- Максимальная взлётная масса: 7394 кг
- Двигатели: 2×ТРДД Pratt & Whitney Canada JT15D-5
- Тяга: 13,2 кН (1344,9 кгс)

### Лётные характеристики
- Максимальная скорость: 833 км/ч
- Крейсерская скорость: 767 км/ч
- Практическая дальность: 2744 км
- Практический потолок: 13 716 м

### Похожие самолёты
- Bombardier Challenger
- Cessna Citation
- Dassault Falcon
- Learjet 25